# زنان نامه

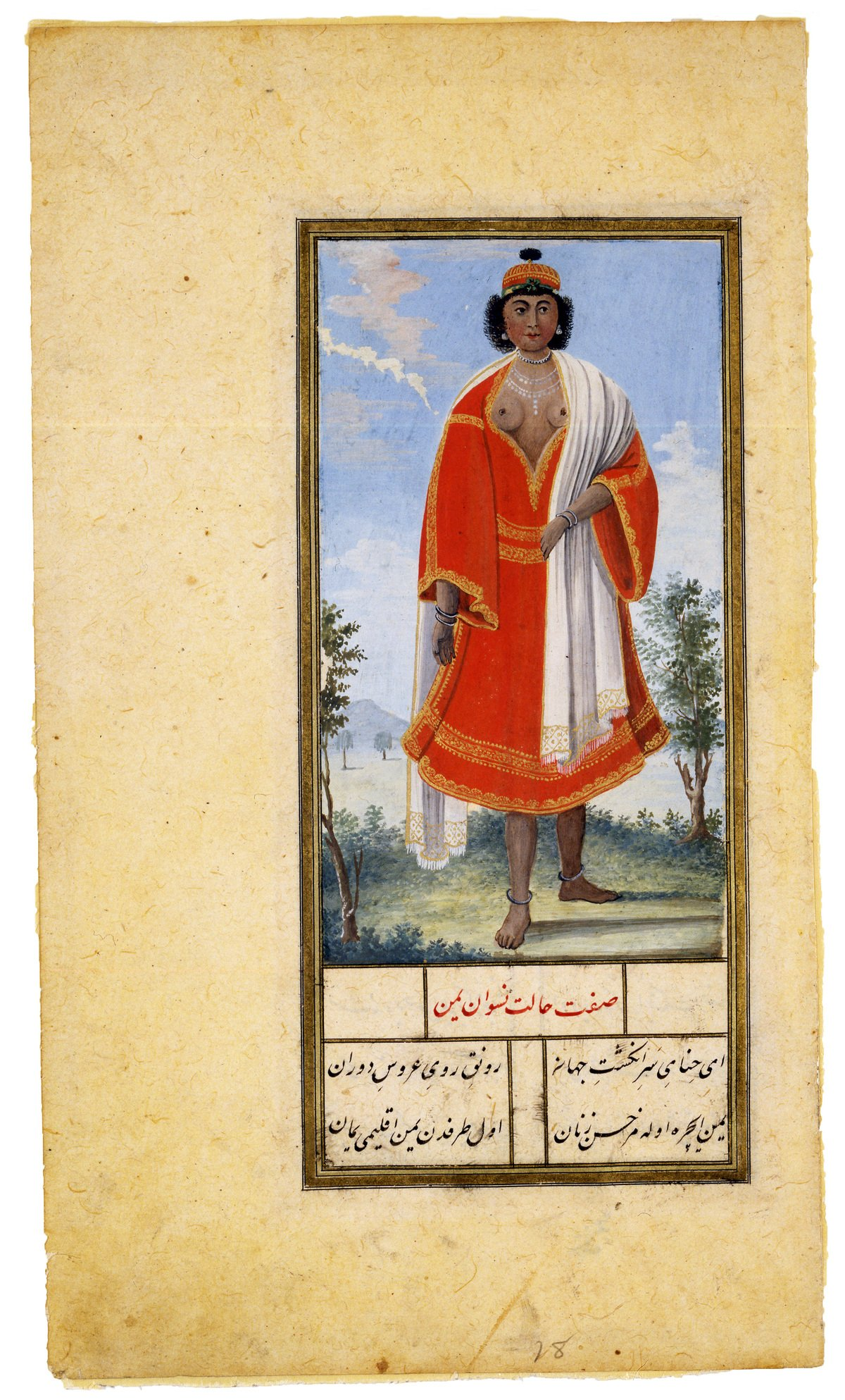
ورقة مطبوعة عليها صورة مصغرة لامرأة يمنية، من مخطوطة مزخرفة من كتاب زنان نمه

زنان نامه (بالتركية العثمانية: زناننامه؛ ويعني: كتاب المرأة) هي قصيدة طويلة [الإنجليزية] كتبها إندرونلو فاضل [الإنجليزية]، وأكملها في عام 1793. يُصنف ويصف الصفات الإيجابية والسلبية للنساء في جميع أنحاء الإمبراطورية العثمانية والعالم وفقًا لأماكنهن الأصلية، في قصيدة طويلة على شكل مثنوي في تقاليد الديوان العثماني الماخوذ من اللغة الفارسية. يُعتبر كتاب زنان نامه تكملة لكتاب هوبي نامه (1792-3)، وهو عمل يُصنف الرجال بنفس الطريقة ومن تأليف نفس المؤلف. كلا العملين موجودان في كتاب الشهرنجيز وهو أسلوب في المثنوي، وهو نمط من القصائد التي تصف جمال المدينة.
تُرجم العمل إلى العديد من اللغات الأوروبية في أواخر القرن التاسع عشر، بدءًا من ترجمة جان أدولف ديكورديمانش الفرنسية عام 1879 تحت عنوان كتاب النساء (بالفرنسية: Livre des Femmes). كان إليان جون جيب من أوائل وأبرز مترجمي الشعر العثماني إلى اللغة الإنجليزية، وقد ضمّن أبياتًا من الزنان نامه في دراسته الموسعة المكونة من ستة مجلدات بعنوان "تاريخ الشعر العثماني". ومن بين هذه الترجمات ما يلي:

## الاستقبال

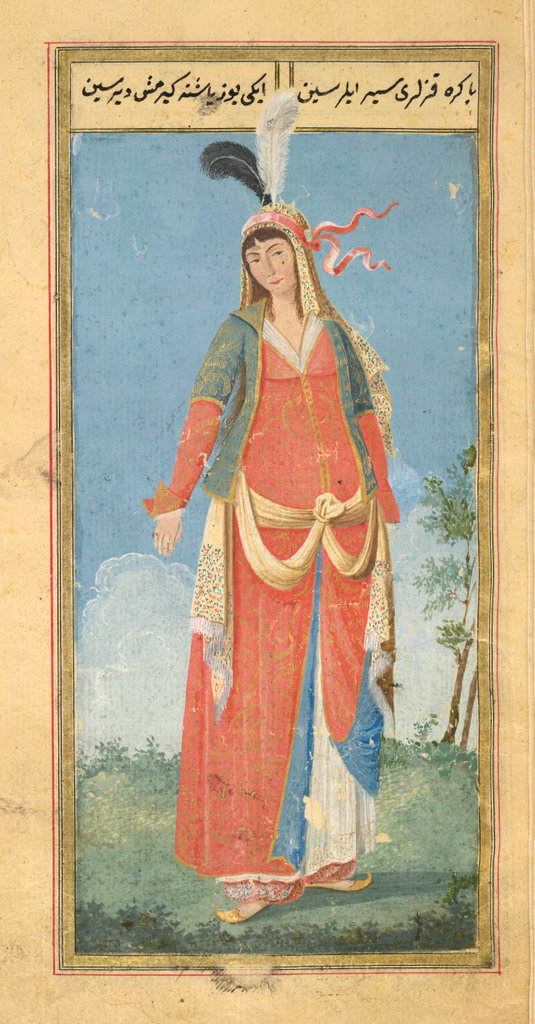
امرأة فارسية من الزنان نامه (رقم المخطوطة: Or. 7094, f.9.) يقول البيت العثماني التركي:
عندما تنظر إلى الفتيات العذارى
ستقول إنهن قد تقدمن في السن إلى مائتي عام

### المناقشة العلمية
يحدد إرفين جميل شيك سلالة مشتركة بين قصائد الشهرنجيز في أن عددًا كبيرًا منها يصف جمال الشباب وشهامتهم، ويسلط الضوء على الزنان نامه كمثال نادر لوصف النساء الجميلات. في الواقع، وصف المستشرق مايكل إردمان العمل بأنه "كاره للنساء حيث يصنف النساء"، ووصفت مقدمة فاضل الخاصة للزنان نامه العمل بأنه قد كُتب بناءً على تكليف لحبيبه الذكر، على مضض و"بدون اقتناع". في هذه المقدمة، يحدد فاضل نفسه أيضًا بأنه "ليس لديه أي ميل تجاه النساء"، وأنه يراهن قبيحات.

### استقبال العمل في القرن التاسع عشر
إلبياس جيب وصف الزنان نامه بأنها "النتيجة النهائية للشهرنجيز"، على الرغم من وصفه لفاضل بأنه "ليس شاعرًا حقيقيًا" إلا أنه يكتب عن نجاحه الملحوظ في فردية وأصالة عمله.
يكتب جان أدولف ديكورديمانش، في مقدمته للترجمة الفرنسية عام 1879، أن كتاب الزنان نامه كان يُعتبر تحفة فاضل وأشهر أعماله. ويؤكد أيضًا أن دافعه إلى ترجمته فوق العديد من الأعمال الأخرى والأكثر أهمية في الشعر العثماني نشأ من اهتمام المستشرقين بالنساء والحريم في المملكة العثمانية، حيث كانت الكتابات تراهن بشكل جنسي فتُصور الجواري والرقص الشرقي، ثم توجَّهت اهتمامات المستشرقين لنشر الفكر التحرري بالتخلي عن الخمار والحجاب، وتسهيل التعرِّي الجزئي.
قام جوزيف فون هامر بورغستال ، وهو مستشرق ومؤرخ بارز للإمبراطورية العثمانية [الإنجليزية]، بمقارنة العمل بكتاب أوفيد "فن الهواة [الإنجليزية]" في كتاباته عن "تاريخ الشعر العثماني".

## المخطوطات
توجد مخطوطات الزنان نامه المزخرفة الباقية، والتي تتميز بمنمنمات النساء، في مكتبة كوبريللي (رقمها: 34 Ma 422/4)،  ومخطوطتان في مكتبة ملت إسطنبول (الأولى: 34 Ae Manzum 1061/3، والأخرى: 1062/2)،  والمكتبة البريطانية (رقمها: Or 7094؛ كانت في السابق ضمن مجموعة إي جي دبليو جيب)، ومكتبة جامعة برينستون [الإنجليزية] (المخطوطات الإسلامية، السلسلة الثالثة رقم 277). 

## طالع أيضًا
- المرأة في الدولة العثمانية
- الشعر العثماني

## فهرس
- Bardakçı، Murat (1992). Osmanlı'da Seks [Sex in the Ottoman Empire]. İnkılap Yayınları.
- Gibb، E. J. W. (1905). A History of Ottoman Poetry. London: Luzac & Co. ج. 4.
- Havlioğlu، Didem (2017). "Troubling Love: Performativity in Ottoman Poetry". Mihrî Hatun: Performance, Gender-Bending, and Subversion in Ottoman Intellectual History. Gender, Culture, and Politics in the Middle East. Syracuse University Press. ص. 101–114. DOI:10.2307/j.ctt1pk863x.13.
- Öztürk, Nebiye (2002). Zenannâme: Enderûnlu Fâzıl. Istanbul University, Faculty of Social Science, Turkish Language and Literature graduate thesis.
- Schick، İrvin Cemil (2004). "Representation of Gender and Sexuality in Ottoman and Turkish Erotic Literature". The Turkish Studies Association Journal. ج. 28 ع. 1/2: 81–103. JSTOR:43383697.

## روابط خارجية
- مخطوطة Hubanname-Zenanname على موقع Hathi Trust
- كورو، سليم س. (2020). " Hariç ez-akl-ı beşer İstanbul: Enderunlu Fazıl'ın İstanbul'u "، تم تقديمه في معهد إسطنبول للأبحاث.